# Castles and Dreams
Castles and Dreams is een dvd van Blackmore's Night uit 2005.
- Disc 1: Concert registratie uit 2004 opgenomen te Burg Veldenstein en Burg Neuhaus.
- Disc 2: Akoestische (live) opnames, videos, documentaires, proclamaties en speciale bonus.

## Disc 1
1. Intro
2. "Cartouche"
3. "Queen for a Day I"
4. "Queen for a Day II"
5. "Under a Violet Moon"
6. "Minstrel Hall"
7. "Past Times With Good Company"
8. "Soldier of Fortune"
9. "Durch Den Wald Zum Bach Haus"
10. "Once in a Million Years"
11. "Mr. Peagram's Morris and Sword"
12. "Home Again"
13. "Ghost of a Rose"
14. "Mond Tanz / Child in Time / Mond Tanz"
15. "Wind in the Willows"
16. "Village on the Sand"
17. "Renaissance Faire"
18. "The Clock Ticks On"
19. "Loreley"
20. "All for One"
21. "Black Night"
22. "Midwinter's Night / Dandelion Wine"
23. Credits

## Disc 2
1. Akoestische (live) opnames:
  1. "I Think it's Going to Rain Today" - Burg Rheinfels
  2. "Christmas Eve" - Burg Waldeck 2004
  3. "Shadow of the Moon"
  4. "Queen for a Day"
  5. "Under a Violet Moon"
2. Videos:
  1. "The Times They Are a-Changin'"
  2. "Way to Mandalay"
  3. "Once in a Million Years"
  4. "Hanging Tree"
  5. "Christmas Eve"
3. Documentaires:
  1. Blackmore's Night: The Story
  2. Once Upon a Time: The Candice and Ritchie Story
  3. Tour Start: St. Goar - 2004
  4. Hanging Tree: making music with our friends
  5. 'Schlossgeister': Duitse TV special
  6. 'Goldene Henne': Duits TV optreden
  7. 'Fernsehgarten': Duits TV optreden
4. Proclamaties:
  1. Discografie: Blackmore's Night
  2. Biografie: Candice Night
  3. Biografie: Ritchie Blackmore
  4. Interviews: Band en Leden
5. Speciale Bonus:
  1. Slide show
  2. Candice Night Private Movies